# 불복하는 프랑스
불복하는 프랑스(프랑스어: La France Insoumise 라 프랑스 앵수미즈[*])는 프랑스의 민주사회주의, 좌익 대중주의 정당으로, 좌파당에서 탈퇴한 장뤼크 멜랑숑이 2016년에 창당하였다. 2017년 프랑스 대통령 선거에서 멜랑숑을 후보로 내세워 총 21.58%를 득표해 4위를 차지하였으며, 그해 총선에서 총 17석을 얻었다. 프랑스의 원내 정당들 중 가장 왼쪽에 위치한 정당이기도 하다.

## 역사
불복하는 프랑스는 기존의 정당들이 더 이상 프랑스 국민들을 봉사하지 않고 사익을 추구한다고 주장하며 2016년 2월 10일 장-뤼크 멜랑숑에 의해 창당되었다. 그는 좌파당 (프랑스)를 탈당하고 불복하는 프랑스에 입당하였다. 특히 2015년의 알렉시스 치프라스, 2016년의 버니 샌더스, 제러미 코빈, 포데모스 등 급진적 사회민주주의자와 민주사회주의자들이 약진한 것에 영향을 받았다.
주최 측에 따르면, 불복하는 프랑스의 첫 당 대회는 2016년 6월 5일 파리의 스탈린그라드 역에서 1만명이 참가하였다. 2016년 8월 28일 툴루즈 천문대 광장에서 2차 당대회를 열고 장뤼크 멜랑숑을 당 대표 및 대통령 후보로 결정하였다.

## 정책
불복하는 프랑스의 주요 정책은 다음과 같다.
- 기존의 제5공화국 헌법에서 제6공화국 헌법으로 개정한다. 하지만 국가는 공식적으로 제5공화국을 계승한다.
- 유럽의 통화정책, 환경정책을 새로 수립하며, EU가 이를 받아들이지 않을 경우 일방적으로 EU를 탈퇴한다. (프렉시트)
- 자연을 더 훼손하지 않는 신환경법을 제정한다.
- 선거 공약을 지키지 않을 경우 선출된 국회의원을 강제 퇴출시키는 법을 제정한다.
- 투자은행을 대출과 예금활동에서 분리시키고 중소기업을 지원한다.
- 사회보장제도를 실시하며, 공공금융센터를 설립한다.
- 환경정책의 일환으로 프랑스의 원자력 발전소를 모두 폐쇄한다.
- 노동자들에게 불리한 노동법을 대대적으로 수정한다.

불복하는 프랑스는 민주사회주의와 대안세계화적인 측면에서 프랑스를 재구축해야 한다고 주장하고 있다. 에마뉘엘 마크롱 정부의 신자유주의 정책을 반대하며, 마린 르펜이나 공화당같은 우익 국민주의, 우익 포퓰리즘에도 반발할 뿐 아니라 사회당의 정책들도 자본주의적이라고 비판한다.

## 같이 보기
- 2017년 프랑스 총선
- 2017년 프랑스 대통령 선거